# Gentianella rapunculoides
Gentianella rapunculoides är en gentianaväxtart som först beskrevs av Carl Ludwig von Willdenow och Schultes, och fick sitt nu gällande namn av J.S. Pringle. Gentianella rapunculoides ingår i släktet gentianellor, och familjen gentianaväxter. Inga underarter finns listade i Catalogue of Life.